# Janakapura
La Zona di Janakapura o Janakpur (जनकपुर in lingua nepalese) è una ex zona amministrativa del Nepal e prende nome dall'omonima città, suo centro più importante. Come tutte le zone è stata soppressa nel 2015.
Faceva parte della Regione di Sviluppo Centrale e si estende in lunghezza dal confine indiano a quello tibetano.

## Geografia antropica

### Suddivisioni amministrative
La Zona di Janakapura si suddivide in 6 distretti:
| Distretti | Capitali  |
| --------- | --------- |
| Dhanusa   | Janakpur  |
| Dolkha    | Charikot  |
| Mahottari | Jaleswor  |
| Ramechhap | Ramechhap |
| Sarlahi   | Malangwa  |
| Sindhuli  | Kamalamai |